# Cryptomyrus
Cryptomyrus — род пресноводных лучепёрых рыб из семейства мормировых отряда араванообразных. Распространены в водоёмах тропической Африки (Габон).
Длина тела от 10,8 до 11,2 см. Хвостовой стебель узкий, хвостовой плавник глубоко раздвоен. На языке и парасфеноиде имеются зубы. Спинной и анальный плавники расположены в задней части тела один напротив другого. Имеют крупный мозжечок.
Питаются мелкими беспозвоночными, обитающими в иле. Для ориентирования в пространстве, поисков корма и обнаружения хищников используют собственное электрическое поле, которое генерируется мышцами.

## Классификация
На октябрь 2018 года в род включают 2 вида:
- Cryptomyrus ogoouensis J. P. Sullivan, Lavoué & C. D. Hopkins, 2016
- Cryptomyrus ona J. P. Sullivan, Lavoué & C. D. Hopkins, 2016